# Maarten van den Bent
Maarten van den Bent (27 juni 1921 - Bennekom, 21 juni 2008) was een Nederlandse verzetsstrijder in de Tweede Wereldoorlog.

## Levensloop

### Tweede Wereldoorlog
Van den Bent groeide op in Ede. Het grootste deel van de Tweede Wereldoorlog bracht hij samen met zijn broer Simon door in Amsterdam. In het najaar van 1944 maakte hun zus Lena, die was getrouwd met de verzetsman Driekus van de Pol, hen er op attent dat het verzet in Ede en omgeving nog wel wat mankracht kon gebruiken. Zijn oudere broer Jo was op dat moment al meerdere jaren actief in het verzet.
Na de door de geallieerden verloren Slag om Arnhem waren veel Britse parachutisten in de regio achtergebleven. Aanvankelijk werd geprobeerd hen in kleine groepjes door de Duitse linies heen te smokkelen over de Rijn. Op 9 oktober 1944 waagde een groep bestaande uit vier Britse militairen en vier verzetsmensen, waaronder de broers Simon en Maarten een poging. Drie militairen en Simon werden gepakt. De militairen raakten in krijgsgevangenschap, Simon (Siem) van den Bent werd een dag later gefusilleerd. Zijn familie kwam daar pas na de oorlog achter.
De arrestatie van zijn broer weerhield Maarten van den Bent er niet van om volop mee te werken aan Operatie Pegasus I. Tijdens deze operatie werd een groep van honderdveertig man tussen Renkum en Wageningen de Rijn overgezet. Van den Bent hield zich op als houthakker bij het verzamelpunt voor de militairen. Daarna gidste hij de groep, samen met Jan Peelen, richting de Rijn. Van den Bent maakte zelf ook de overtocht, evenals zijn andere broer Job. Van den Bent stapte in Eindhoven op het vliegtuig naar Engeland en verbleef daar de rest van de oorlog.

### Na de oorlog
Na de oorlog vestigde Van den Bent zich in Bennekom, waar zijn vrouw vandaan kwam. Hij werkte als boekverkoper. In 1947 ontving hij van de Amerikaanse regering de Medal of Freedom.
Van den Bent was een zeer actief waterpoloër. Hij werd vrijwel direct na de oprichting in 1946 lid van het bestuur van Polar Bears en speelde tot de jaren vijftig in het eerste team. Als trainer leidde hij het team in 1969 voor de eerste keer naar de hoogste klasse.  De club degradeerde in beide jaren daarna en verloor 43 duels op een rij.

### Persoonlijk
Van den Bent was getrouwd met Nees van Slooten. Samen kregen zij vijf kinderen. Op zijn begrafenis was de 90 jaar oude stafchef van de 1e parachutistenbrigade Tony Hibbert nog aanwezig.